# Yamazaki Takashi
Yamazaki Takashi (tiếng Nhật: 山崎 貴, sinh ngày 12 tháng 6 năm 1964) là một nam nhà làm phim kiêm nghệ sĩ hiệu ứng hình ảnh người Nhật Bản. Ông nhận được giải thưởng cho đạo diễn và biên kịch phim xuất sắc nhất tại Giải Oscar Nhật Bản vào năm 2006 cho phim Always Sanchōme no Yūhi, và giải Oscar cho hiệu ứng hình ảnh xuất sắc nhất vào năm 2024 cho phim Godzilla Minus One. Ông là một thành viên của xưởng phim hoạt hình và hiệu ứng hình ảnh ở Shirogumi.

## Danh sách phim

### Phim
- Juvenile (2000)
- Returner (2002)
- Always Sanchōme no Yūhi (Always: Sunset on Third Street) (2005)
- Always Zoku Sanchōme no Yūhi (Always: Sunset on Third Street 2) (2007)
- Space Battleship Yamato (live action) (2010)
- Friends: Naki on Monster Island (2011)
- Always Sanchōme no Yūhi '64 (Always: Sunset on Third Street '64) (2012)
- The Eternal Zero (2013)
- Stand by Me Doraemon (2014)
- Parasyte Part 1 (2014)
- Parasyte Part 2 (2015)
- Stand by Me Doraemon 2 (2020)
- Godzilla Minus One (2023)

### Quảng cáo
- Lotte: Airs (2006)

### Video Ca nhạc
- Bump of Chicken: "Namida no Furusato" (2006)
- Bump of Chicken: "Good Luck" (2012)